# Fragmenta albo pozostałe pisma
Fragmenta albo Pozostałe pisma Jana Kochanowskiego – zbiór utworów Jana Kochanowskiego, wydany pośmiertnie w 1590.
W książce znalazły się różnorodne utwory Kochanowskiego, częściowo niepublikowane wcześniej drukiem. Wyboru dzieł dokonał, a także poprzedził je przedmową Jan Januszowski, wydawca i przyjaciel Kochanowskiego. Zbiór ukazał się w Krakowie w Drukarni Łazarzowej. W XVI i XVII w. zbiór był wielokrotnie wznawiany. Tom stanowił uzupełnienie wydanego na przełomie lat 1585/1586 zbioru Jan Kochanowski.
W skład tomu weszły utwory:
- Apoftegmata – zbiór 23 anegdot i facecji
- Pieśni kilka – zbiór jedenastu pieśni
- Fragment
- Do Jego M.X. Arcybiskupa gnieźnieńskiego
- Kolęda (inc. „Tobie bądź chwała, Panie wszego świata”)
- Do Jego M. Pana Mikołaja Firleja
- Carmen Macaronicum
- Na XII tablic ludzkiego żywota
- Na obraz Lukrecyjej, Na obraz Klelijej, Na mężną Telezyllę, Na most Warszawski
- Fragment bitwy z Amuratem u Warny
- Alcestis męża od śmierci zastąpiła – przekład fragmentu Alkestis Eurypidesa
- Przy pogrzebie rzecz – mowa poświęcona zmarłemu bratu Kasprowi
- Epitafium Kaspra Kochanowskiego
- Nagrobek Tęczyńskiemu
- Śmierci się nie bać, cnoty naśladować
- Fragment nagrobku
- Trzy Nagrobki
- Pieśń żałobna (inc. „Kto kiedy miał słuszniejszą przyczynę płakać”)
- Epitafium
- Na swe księgi, do Łaskiego